# Cuspidaria arcuata
Cuspidaria arcuata är en musselart som beskrevs av Dall 1881. Cuspidaria arcuata ingår i släktet Cuspidaria och familjen Cuspidariidae. Inga underarter finns listade i Catalogue of Life.